# Alois Faigle
Francis Gerald Alois Faigle, född 1898, var en schweizisk bobåkare. Han deltog vid olympiska vinterspelen 1924 i Chamonix i det andra schweizisk laget i fyrmansbob, som bröt tävlingen efter första åket.